# 法廖恩基區
58°21′26″N 51°35′35″E / 58.35722°N 51.59306°E
法廖恩基區（俄语：Фалёнский район），是俄羅斯的一個區，位於該國西部，由基洛夫州負責管轄，面積2,505平方公里，2010年該區人口11,135，人口密度每平方公里4.45人。